# Straßenbahn Lyon
Die Straßenbahn Lyon (französisch Tramway de Lyon) wurde 2000 als Ergänzung der Métro von Lyon wieder eingeführt. Heute verfügt das Zentrum des zweitgrößten französischen Ballungsraums über ein 83,7 Kilometer langes Straßenbahnnetz, auf dem sieben Linien eingerichtet sind. Bereits von 1894 bis 1957 bestand in Lyon ein Straßenbahnbetrieb.

## Erste Straßenbahn 1880–1957

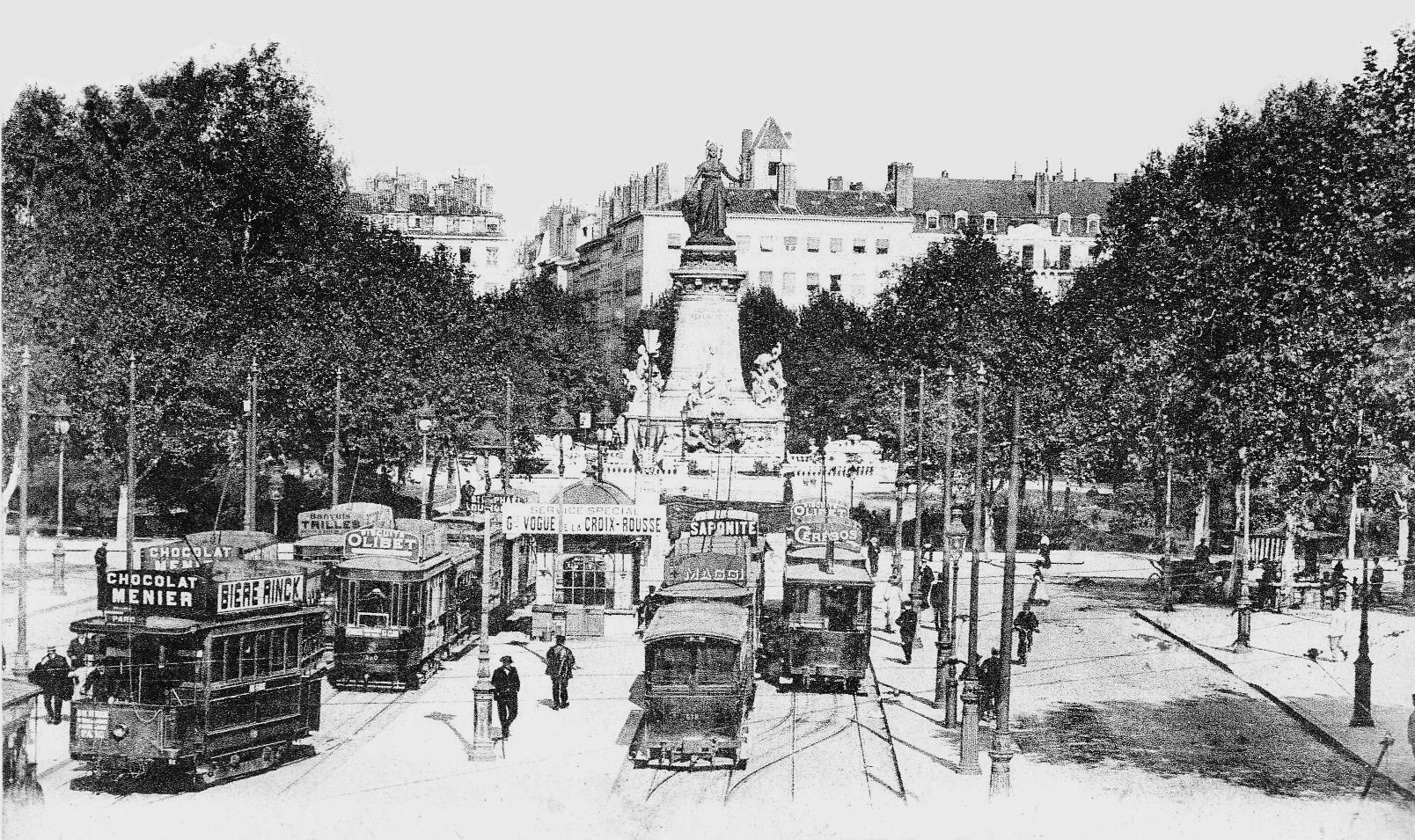
Straßenbahn-Triebwagen an der Place Carnot

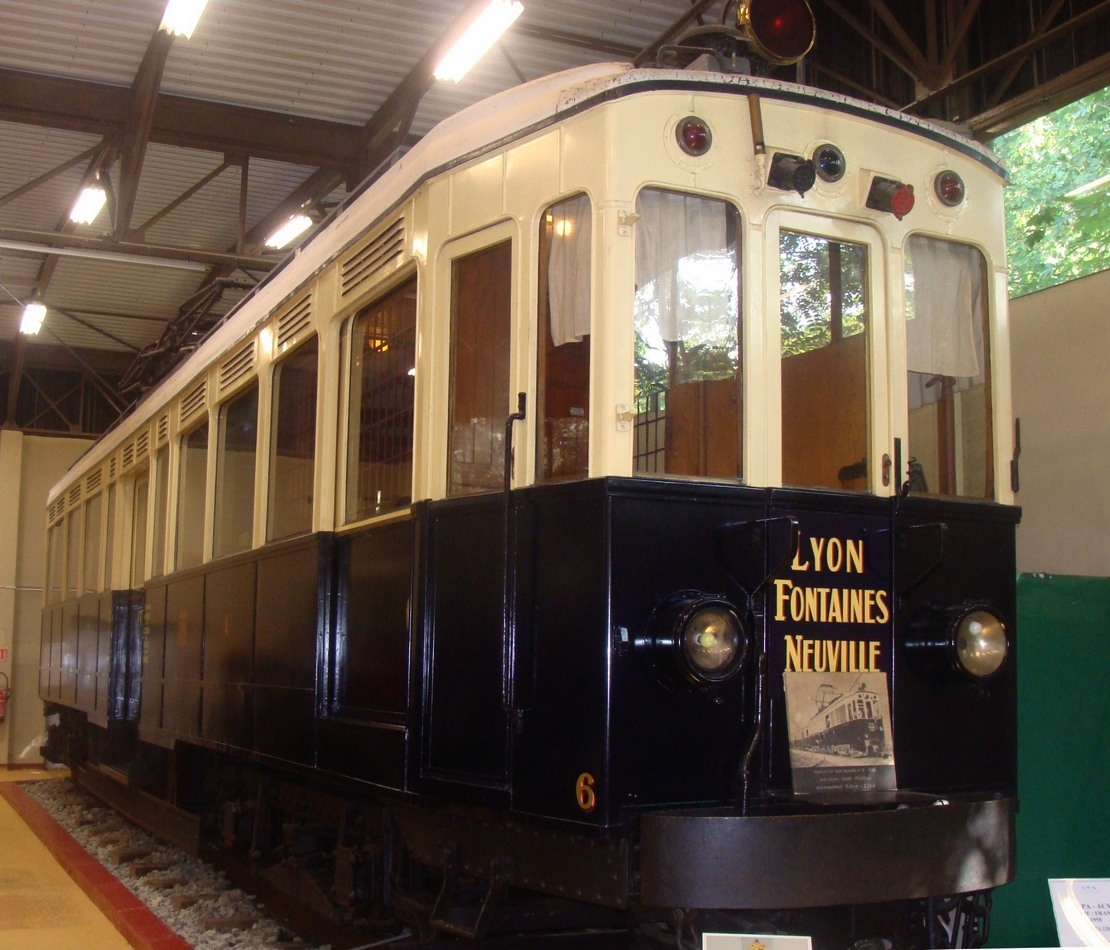
„Train Bleu“ der Vorortbahn nach Neuville-sur-Saône im Musée de l'automobile Henri-Malartre

1837 verkehrten in Lyon die ersten Pferdeomnibuslinien. 1855 gründete Gustave Delahante zusammen mit Leopolde Lehon und Lacroix Saint-Pierre die Compagnie lyonnaise d'Omnibus. 1862 eröffnete die erste Standseilbahn, die später auf Zahnradbetrieb umgebaut und 1978 als Linie C in das Métronetz integriert wurde. Am 21. Juni 1879 wurde die unter Einfluss der Stadt stehende Compagnie des Omnibus et Tramways de Lyon (OTL) gegründet. Die OTL eröffnete am 11. Oktober 1880 die erste Pferdebahnstrecke zwischen Bellecour und Pont d’Ecully. In den folgenden Jahren konnte sich die OTL als bedeutendster Verkehrsträger im öffentlichen Personennahverkehr etablieren; 1881 betrieb sie zehn Linien mit einer Streckenlänge von knapp 44 Kilometern. Für den Betrieb standen 76 doppelstöckige Pferdebahnwagen mit offenem Oberdeck sowie 1000 Pferde zur Verfügung.
1893 eröffnete die Compagnie des Tramways de Sainte-Foy, ursprünglich Betreiber einer Standseilbahn, eine neue, von Anfang an elektrisch betriebenen Straßenbahn. Die OTL elektrifizierte ihr Netz zwischen 1894 und 1899; dabei wurden die vorhandenen Pferdebahnwagen umgebaut und mit geschlossenem Oberdeck weiterverwendet. 1922 verkehrten etwa 400 Triebwagen auf 22 Linien; das Streckennetz hatte eine Länge von 386 Kilometern; knapp 153 Millionen Fahrgäste wurden befördert. Neben der OTL bestanden insbesondere im Vorortverkehr konkurrierende Verkehrsunternehmen, die im Gegensatz zur normalspurigen OTL überwiegend auf Meterspur verkehrten. Die Vorortbahnen entstanden häufig als dampfbetriebene Kleinbahnen, die später elektrifiziert wurden. Zu den bekanntesten Vorortbahnen zählte die Strecke ins 13 Kilometer nördlich gelegene Neuville-sur-Saône, auf der nach einer Modernisierung in den 1930er Jahren als „Train Bleu“ bezeichnete vierachsige Mitteleinstiegswagen mit bis zu sechs Beiwagen verkehrten.
1924 reagierte die OTL auf die aufkommende Konkurrenz von Omnibusunternehmen mit der Beschaffung von 50 Omnibussen. 1936 wurde die erste O-Bus-Linie von der OTL eröffnet. Zu diesem Zeitpunkt war das Straßenbahnnetz veraltet und seine Stilllegung für die 1940er Jahre vorgesehen. Während des Zweiten Weltkrieges wurde 1941 das gesamte Verkehrsnetz an die Stadt Lyon und das Département Rhône übergeben und fortan unter dem Namen Transports en Commun de la Région Lyonnaise (TCRL) betrieben. Da alle Omnibusse für militärische Zwecke beschlagnahmt waren, trug während des Krieges die Straßenbahn die Hauptlast des Verkehrs. Bei ihrem Rückzug sprengten deutsche Truppen nahezu alle Flussbrücken in Lyon, so dass das Straßenbahnnetz bei Kriegsende vorübergehend in vier Teile zerfiel.
Bis 1946 konnten die Kriegsschäden am Straßenbahnnetz provisorisch beseitigt werden. Eine Modernisierung der Straßenbahn, auf der überwiegend 1914 erbaute Wagen verkehrten, hielten die Stadt und der Verkehrsbetrieb für zu kostspielig. Die Stilllegung der letzten innerstädtischen Straßenbahnlinie erfolgte am 30. Januar 1956, der Vorortbetrieb nach Neuville-sur-Saône wurde am 1. Juli 1957 eingestellt.

## Der Weg zur Wiedereinführung der Straßenbahn

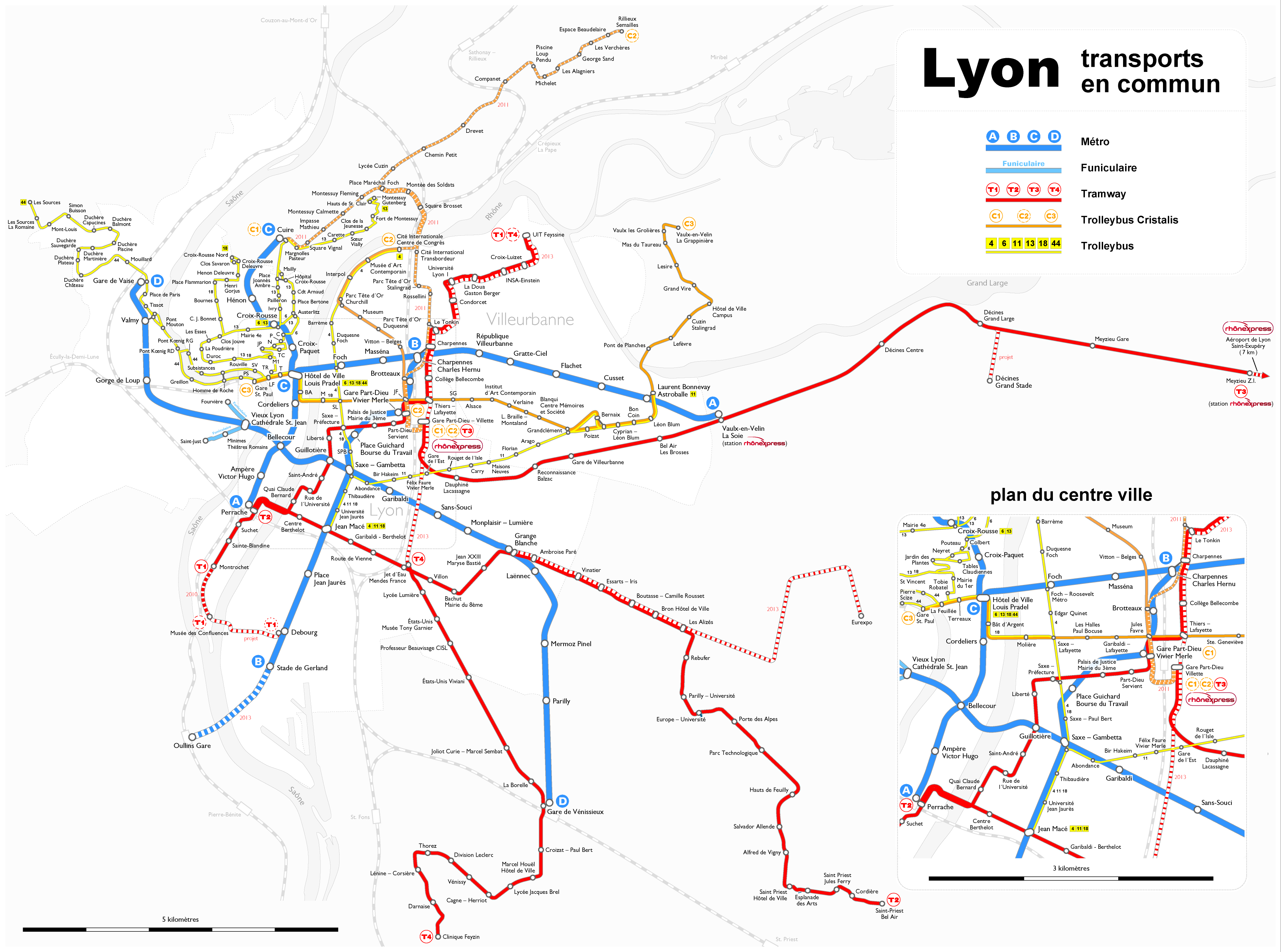
Karte der Métro-, Straßenbahn- und Obusinien in Lyon, Stand Mai 2009

Nach der Stilllegung der Straßenbahn wurde der O-Bus zum bedeutendsten Nahverkehrsmittel in Lyon. 1957 verfügte Lyon mit 344 Fahrzeugen und 21 Linien über einen der weltweit größten O-Bus-Betriebe. Bis in die 1970er Jahre wurde die Mehrzahl der O-Bus-Linien auf Dieselbetrieb umgestellt. Steigende Einwohnerzahlen sowie eine allgemeine Zunahme des Verkehrs führten zu einer Rückbesinnung auf den Schienenverkehr, zunächst in Form einer Métro: 1963 wurde die Planung eines U-Bahn-Netzes aufgenommen; nach dem Baubeginn 1973 gingen im Mai 1978 drei Métrolinien in Betrieb; Betreiber war die 1967 gegründete Transports en Commun Lyonnais (TCL). Nach der Inbetriebnahme einer vierten Métrolinie im September 1991 und mehreren Streckenverlängerungen war das U-Bahn-System im Oktober 2007 gut 30 Kilometer lang.
Vor dem Hintergrund von Kostensteigerungen und Verzögerungen beim Bau der vierten Métrolinie wurde Mitte der 1990er Jahre eine Abkehr vom groß angelegten weiteren Ausbau der U-Bahn diskutiert. Zudem erschien die Métro für weitere Verkehrsachsen angesichts deren geringeren Fahrgastaufkommens überdimensioniert. Ein 1996 unter Beteiligung der Bürger diskutierter Verkehrsentwicklungsplan sah drei verschiedene Möglichkeiten vor: einen Ausbau der U-Bahn im bisherigen oder in beschleunigtem Tempo oder den Ausbau von Oberflächenverkehrsmitteln. Hierzu wurden elf Verkehrskorridore benannt, die – aufbauend auf Hauptachsen des U-Bahn-Systems – das Stadtgebiet feinmaschiger erschließen sollten und in denen ein besonders attraktiver Personennahverkehr angeboten werden sollte. Nach weiteren Planungen, in denen auch die Betriebsform spurgeführter Busse untersucht wurde, entschied sich Lyon im November 1996 grundsätzlich für die Wiedereinführung der Straßenbahn. Im April 1999 startete der Bau der Straßenbahn, nachdem seit Mitte 1997 vorbereitende Bauarbeiten durchgeführt worden waren; am 22. Dezember 2000 gingen die ersten beiden Linien in Betrieb.

## Straßenbahn heute

### Streckennetz

#### Linie 1

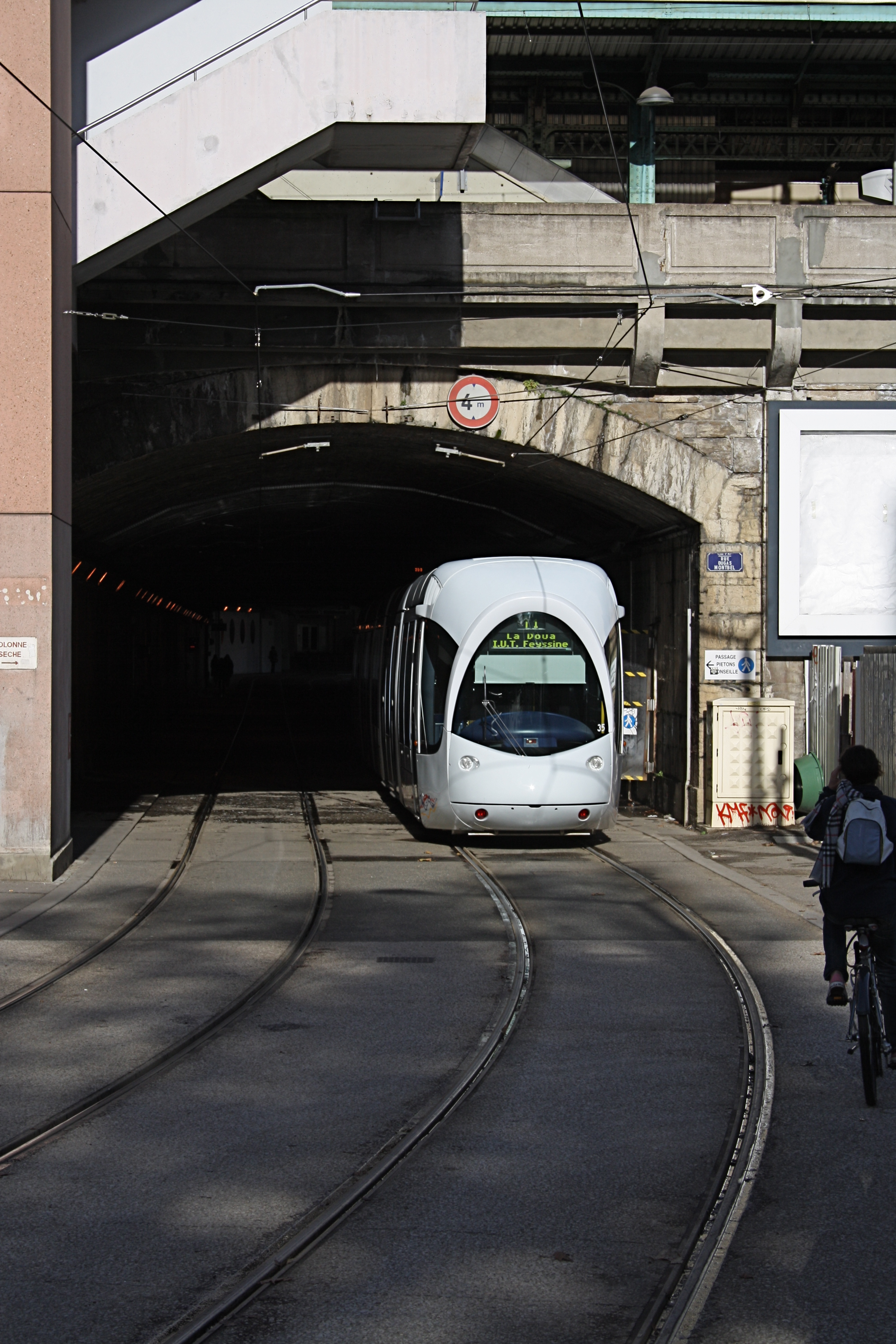
Zug der Linie 1 unterquert den Bahnhof Perrache

ÖPNV-Schienenverkehr Lyon

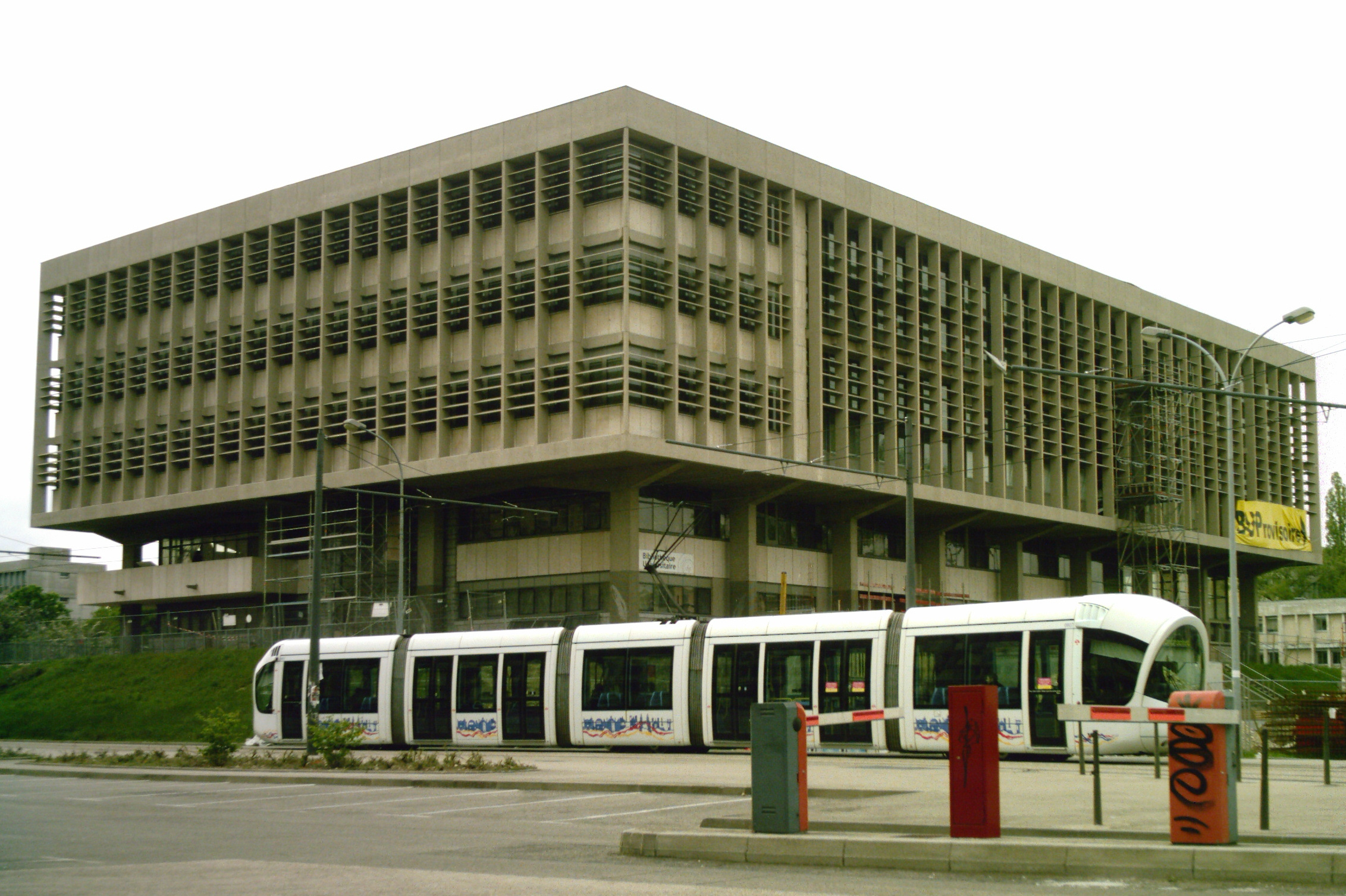
Triebwagen der Linie 1 vor der Universitätsbibliothek in La Doua

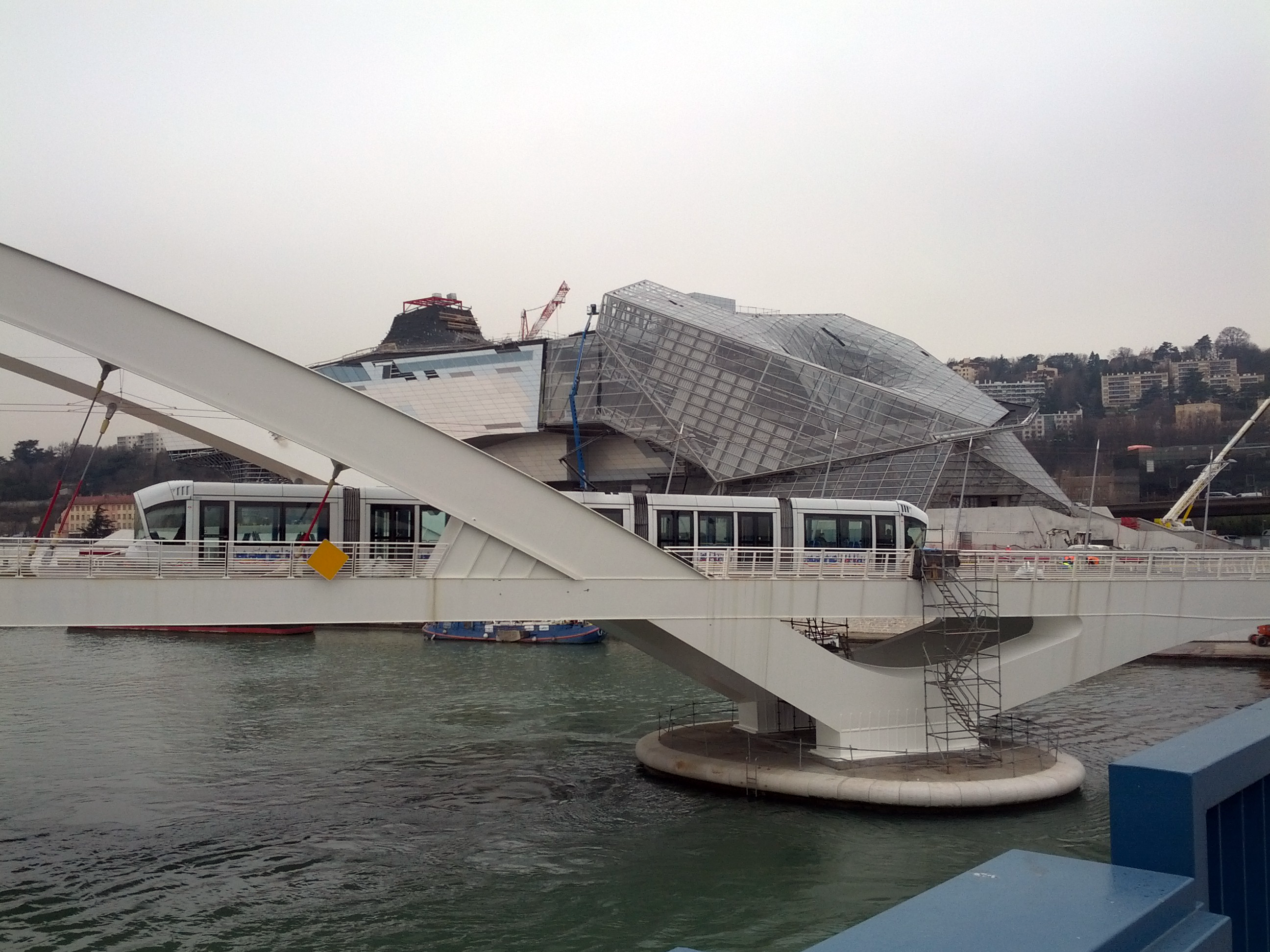
Wagen der Linie 1 auf einer Brücke über die Rhône, im Hintergrund das Musée des Confluences

Die im Dezember 2000 eröffnete, 9,4 Kilometer lange Linie 1 verbindet den am südlichen Rand der Innenstadt gelegenen Fernbahnhof Perrache mit dem Hauptcampus La Doua der Universität Lyon I in der Stadt Villeurbanne. Die Haltestelle Perrache, an der auch die Métrolinie A endet, ist in einen Parkhaus- und Busbahnhofs-Komplex integriert. Nach Querung der Rhône verläuft die Strecke am östlichen Ufer nach Norden, wechselt dann in teilweise enge Nebenstraßen und erreicht über den Fernbahnhof Part-Dieu die Métrostation Charpennes. Von Charpennes verläuft die Strecke nach Nordosten, durchquert zentral den Universitätscampus La Doua und endet an der Haltestelle IUT Feyssine.
Der Bau der Linie 1 wurde kontrovers diskutiert, da sie im mittleren Abschnitt weitgehend parallel zur Métrolinie B verläuft. Die diskutierte Verlängerung der Métrolinie B bis in den Universitätscampus unterblieb, da man sich von der Straßenbahn mit ihren geringeren Haltestellenabständen eine bessere Erschließung versprach. Zudem wäre die Verlängerung der Métrolinie mit einem aufwändigen Umbau der Métrostation Charpennes verbunden gewesen.
Im September 2005 wurde die Linie 1 von Perrache um 1,5 Kilometer in südliche Richtung bis Montrochet verlängert; im Februar 2014 gingen weitere 2,3 Kilometer bis zur Station Debourg der Métrolinie B in Betrieb. Die Streckenverlängerungen erschließen die südliche Spitze der Halbinsel zwischen Rhone und Saône und sollen zur städtebaulichen Aufwertung des bislang gewerblich sowie für Verkehrsanlagen genutzten Gebietes beitragen. Eine der Zwischenstationen erschließt das Musée des Confluences.

#### Linie 2

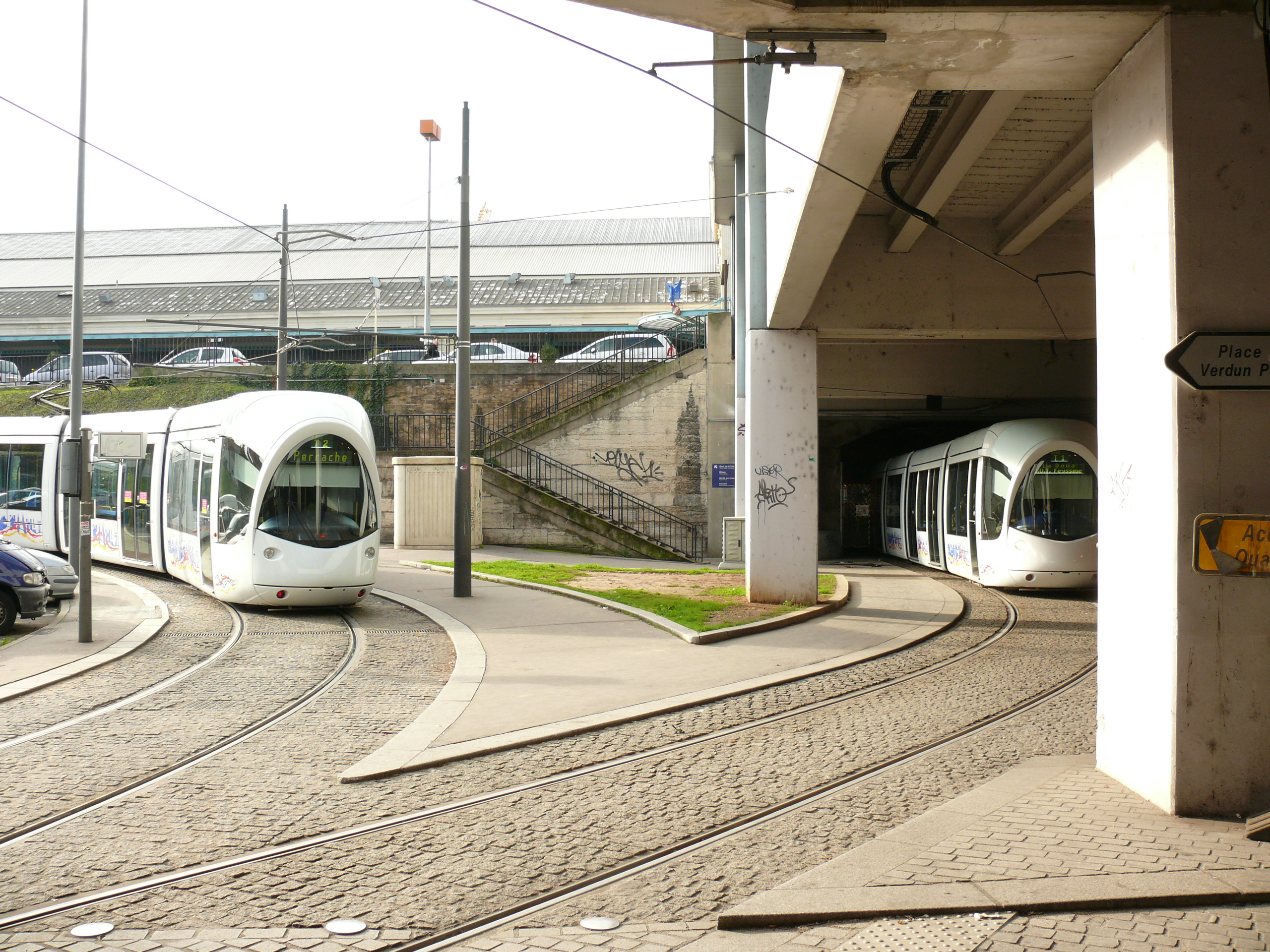
Südlich der Haltestelle Perrache – links das bis März 2021 genutzte Wendegleis (Stumpfgleis) der Linie 2, rechts ein Zug der Linie 1

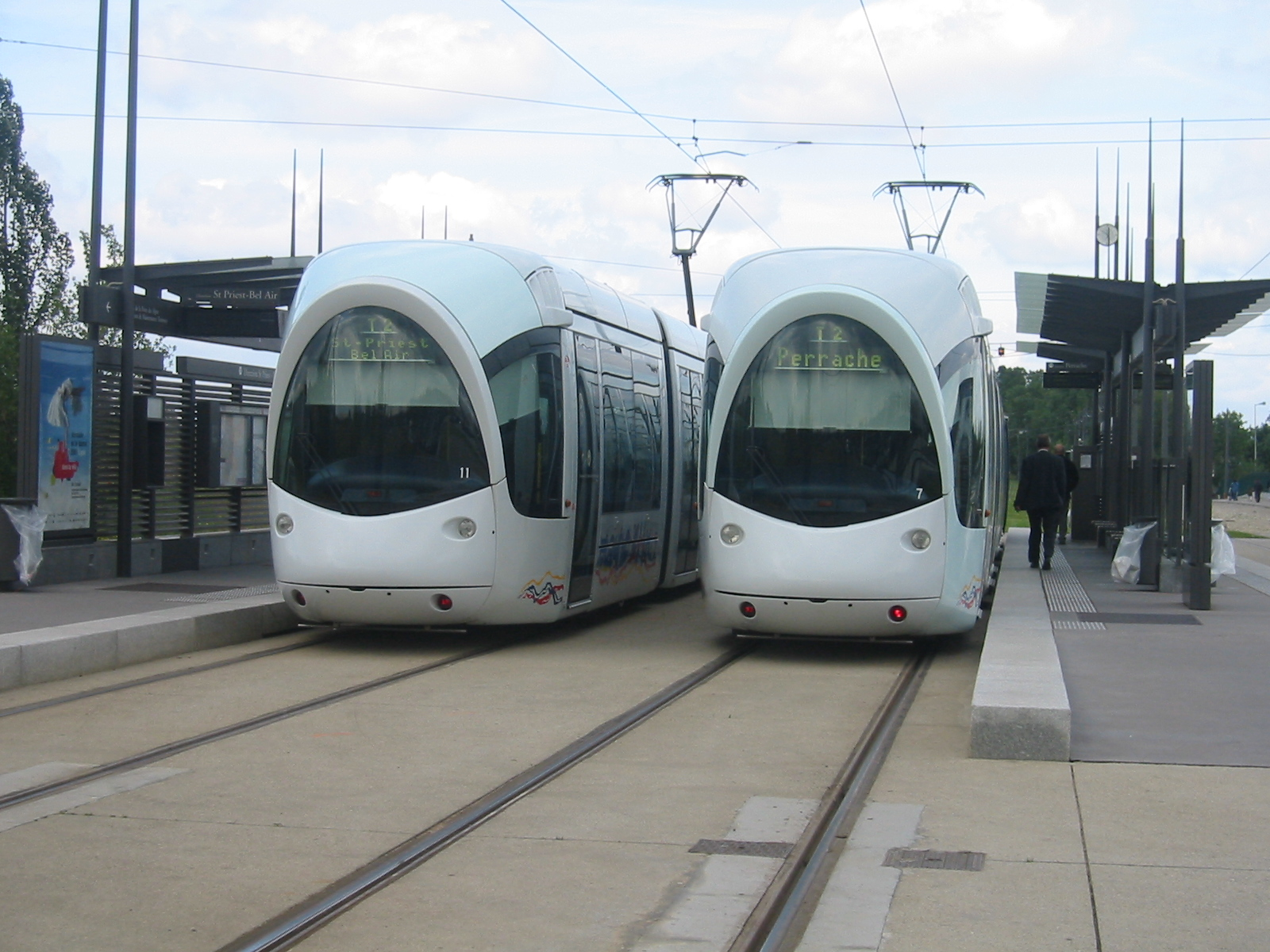
Straßenbahnwagen der Linie 2 an der Haltestelle Porte des Alpes

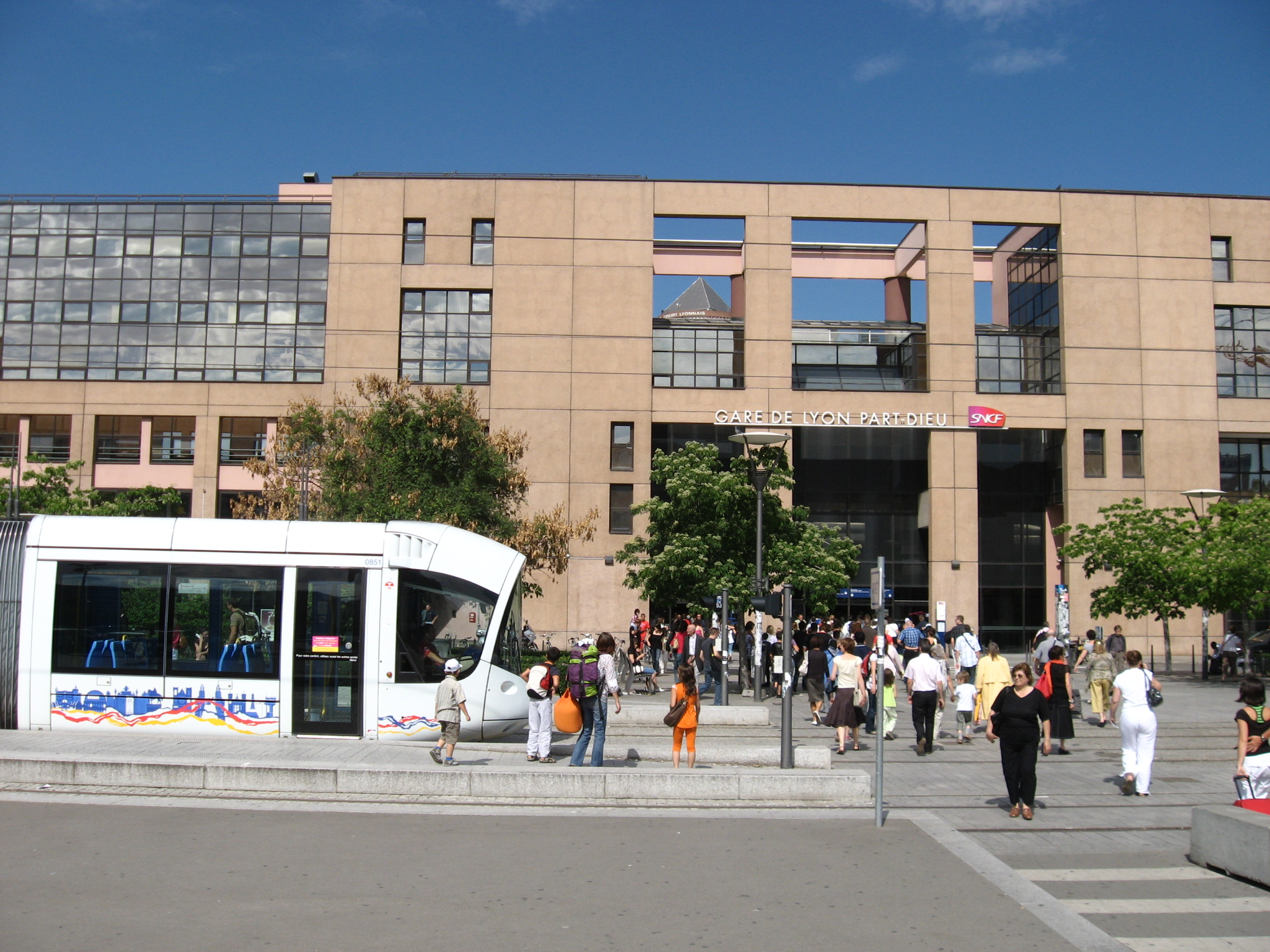
Wagen der Linie 3 an der Haltestelle Part-Dieu

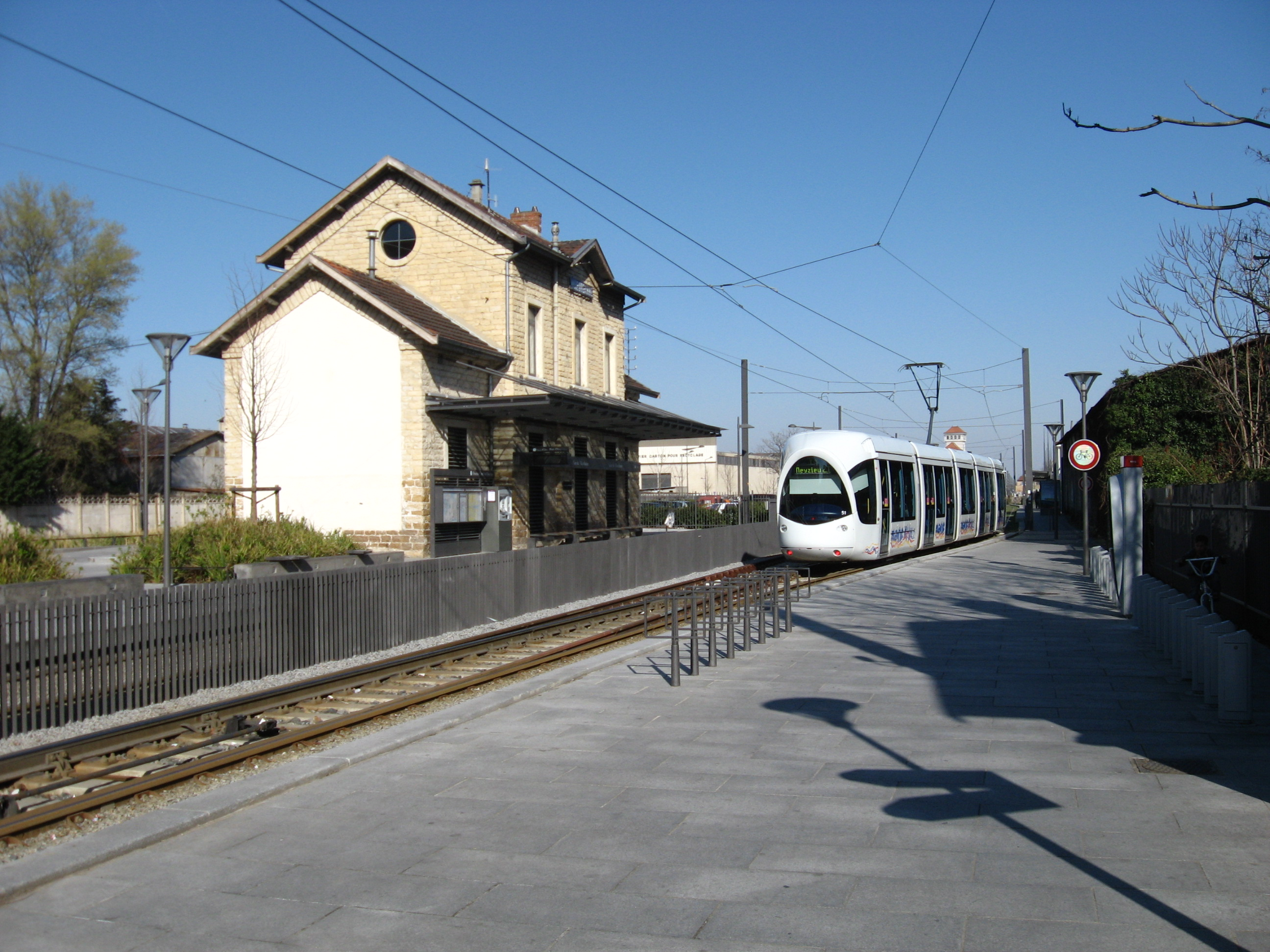
Wagen der Linie 3 vor dem ehemaligen CFEL-Bahnhof in Villeurbanne

Die ebenfalls im Dezember 2000 eröffnete, 14,9 Kilometer lange Linie 2 erschließt die südöstlich von Lyon gelegenen Städte Bron und Saint-Priest. Ausgangspunkt in Lyon war bis 2021 die gemeinsam mit der Linie 1 benutzte Haltestelle Perrache; am 24. März 2021 wurde sie in südlicher Richtung auf den Gleisen der Linie 1 um drei Haltestellen bis Hôtel de Région verlängert, wo sie eine Endschleife erhielt. Nach der Überquerung der Rhône folgt die Linie 2 der Avenue Berthelot. In diesem Straßenzug, zuvor eine Hauptverkehrsstraße, wurde die Zahl der Fahrspuren von sechs auf zwei reduziert und eine Einbahnstraßenregelung eingeführt, um Platz für einen eigenen Bahnkörper zu schaffen. Nach drei Kilometern biegt die Strecke nach Nordosten ab, um die Métrostation Grange Blanche der Linie D als wichtige Umsteigestation anzuschließen. Im weiteren Verlauf wird die Stadt Bron erschlossen und ein Campus der Universität Lyon II durchfahren, ehe die Strecke vorläufig an der Station Porte des Alpes in der Stadt Saint-Priest endete. Im Oktober 2003 wurde die Strecke um 4,7 Kilometer bis nach Bel Air, ebenfalls in Saint-Priest gelegen, verlängert.

#### Linie 3
Die im November 2006 eröffnete, 14,6 Kilometer lange Linie 3 verläuft im Gegensatz zu den anderen Linien weitgehend außerhalb des Straßenraums: Genutzt wird die Trasse einer stillgelegten Eisenbahnstrecke der Privatbahn Chemin de fer de l’Est de Lyon (CFEL) vom Bahnhof Part-Dieu in die östlich Lyons gelegene Gemeinde Meyzieu, die zuletzt nur noch sporadisch im Güterverkehr genutzt wurde. Bei der Planung der Strecke bereiteten die etwa 30 Bahnübergänge, zum größeren Teil in dicht bebautem Gebiet, besondere Schwierigkeiten. An der Zwischenstation La Soie kann in die hier endende Métrolinie A umgestiegen werden. Entlang der Linie 3 entstanden sechs Park-and-ride-Anlagen mit insgesamt 1215 Parkplätzen. Die Lage der Endhaltestelle in Lyon auf der Ostseite des Bahnhofs Part-Dieu wurde kritisiert, da sich alle anderen Haltestellen westlich des Bahnhofs befinden und somit lange Umsteigewege entstanden. Eine von Part-Dieu nach Norden führende eingleisige Betriebsstrecke verbindet die Linie 3 mit dem restlichen Straßenbahnnetz.

#### Linie 4
Hauptaufgabe der im April 2009 eröffneten, 16 Kilometer langen Linie 4 ist die Erschließung der Gemeinde Vénissieux. An der Station Jet d'eau kann in die Linie 2 umgestiegen werden; an der Haltestelle Gare de Vénissieux besteht eine Übergangsmöglichkeit zur Métrolinie D. Im Gemeindegebiet von Vénissieux wurde eine kurvenreiche Trassenführung gewählt, so dass der 300-m-Radius um die Haltestellen 33.000 Einwohner und 6200 Arbeitsplätze umfasst. Der überwiegende Teil der Strecke wurde als Rasengleis gestaltet.
Seit September 2013 ist das 2,3 km lange Neubaustück zwischen Jet d'Eau und der Ostseite des Bahnhofs Lyon-Part-Dieu Part Dieu in Betrieb. Dort hat man Umsteigemöglichkeiten zu der Linie 1, dem Rhône Express und zum Regional- und Fernverkehr der Eisenbahn. Ab November 2013 wurde die Linie 4 zu den Hauptverkehrszeiten auf der bereits vorhandenen Strecke der Linie 1 bis nach IUT Feyssine verlängert. Die Verlängerung wurde in drei Jahren umgesetzt und kostete 78 Millionen Euro.

#### Linie 5
Die 7 Kilometer lange Linie 5 wurde am 17. November 2012 eröffnet und sollte ursprünglich „T2+“ bzw. „T2 Eurexpo“ heißen. Mit den Planungen wurde 2009 begonnen, die Bauarbeiten fanden von März 2011 bis November 2012 statt, die Kosten sollten ursprünglich 60 Millionen Euro betragen. Sie befindet sich im Osten der Stadt und erschießt das Ausstellungs- und Kongresszentrum „Eurexpo“, das auf dem Gelände der Nachbargemeinde Chassieu liegt. An der westlichen Endhaltestelle Grange Blanche besteht die Umstiegsmöglichkeit auf die Métrolinie D. Bis kurz nach der Station Les Alizés verkehrt sie auf denselben Gleisen wie die Linie 2.

#### Linie 6
Die 6,7 km lange Strecke wurde am 22. November 2019 eröffnet. Sie verbindet die Station Debourg, Endhaltestelle der Linie 1 mit der weiter nordöstlich gelegenen Station Hôpitaux-Est, welche Zugang zu verschiedenen Kliniken bietet. Auf der Strecke gibt es Umsteigemöglichkeiten zu den Straßenbahnlinien T1, T2, T4 und T5 sowie zu den U-Bahnen B und D.

#### Linie 7
Die 5,7 km lange Strecke nahm ihren Betrieb am 1. Februar 2021 auf. Sie benutzt zum großen Teil die Infrastruktur der Straßenbahnlinie T3 und des Rhônexpress.

#### Rhônexpress

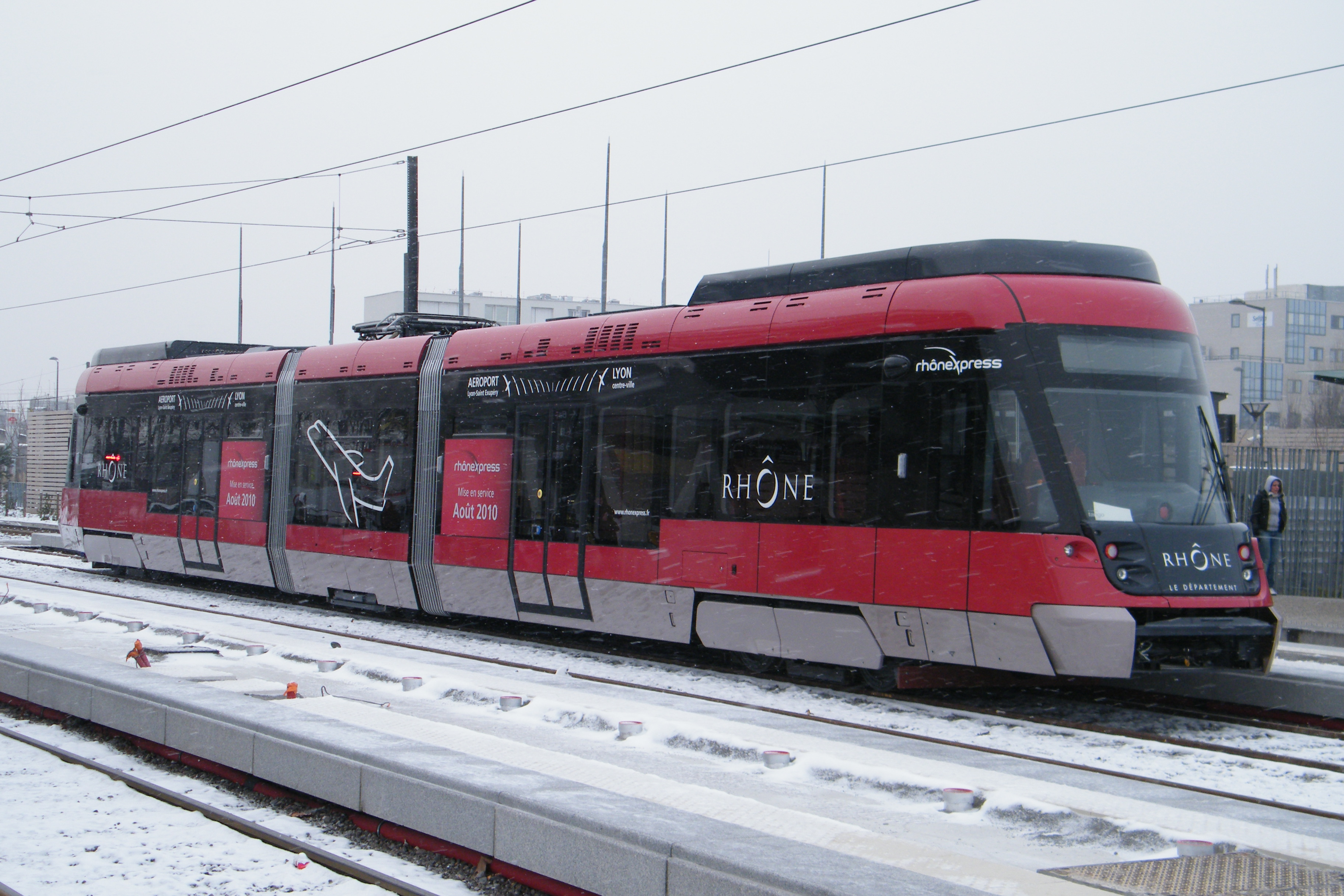
Tango-Triebwagen für Rhônexpress im Februar 2010

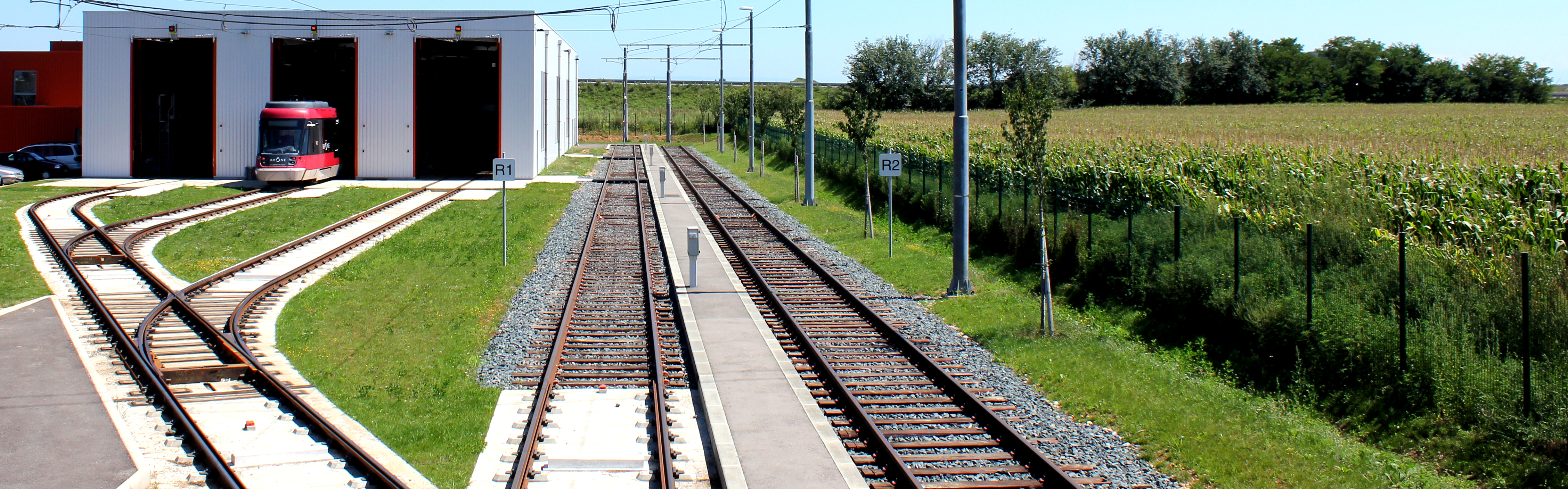
Betriebshof für Rhônexpress im August 2011

Am 9. August 2010 ging die Schnellstraßenbahnlinie Rhônexpress zum Flughafen Lyon Saint-Exupéry in Betrieb. Die Linie hat ihre innerstädtische Endhaltestelle an der Ostseite des Bahnhofs Part-Dieu, benutzt die vorhandene Strecke der Linie 3 und geht dann auf eine rund sieben Kilometer lange Neubaustrecke zum Flughafen über, der zugleich Standort eines TGV-Bahnhofs ist, beide bislang ohne Gleisverbindung nach Lyon. Die insgesamt 22 Kilometer lange Strecke wird in 29 Minuten zurückgelegt, wobei die Rhônexpress-Züge nur an den Zwischenstationen La Soie (Übergang zur Métrolinie A) und Meyzieu Z.I. (Endpunkt der Linie 3) halten. Die Expressverbindung war beim Bau der Linie 3 durch die Errichtung mehrerer drei- und viergleisiger Haltestellen mit Überholgleisen berücksichtigt worden. Erste Planungstudien stammen aus dem Jahr 1989; lange Zeit war die Entscheidung zwischen einer schnellen Flughafenverbindung und einer Straßenbahnstrecke zur Erschließung der Vororte umstritten. Im Gegensatz zu den anderen Straßenbahnstrecken ist für die Flughafenverbindung das Département Rhône zuständig, mit der Folge, dass für die Expressverbindung ein eigener Tarif besteht. Betreiber wurde das Konsortium „Rhônexpress“ unter Beteiligung des französischen Baukonzerns Vinci und des Mischkonzerns Veolia; inzwischen Transdev Rail Rhône.

### Betrieb

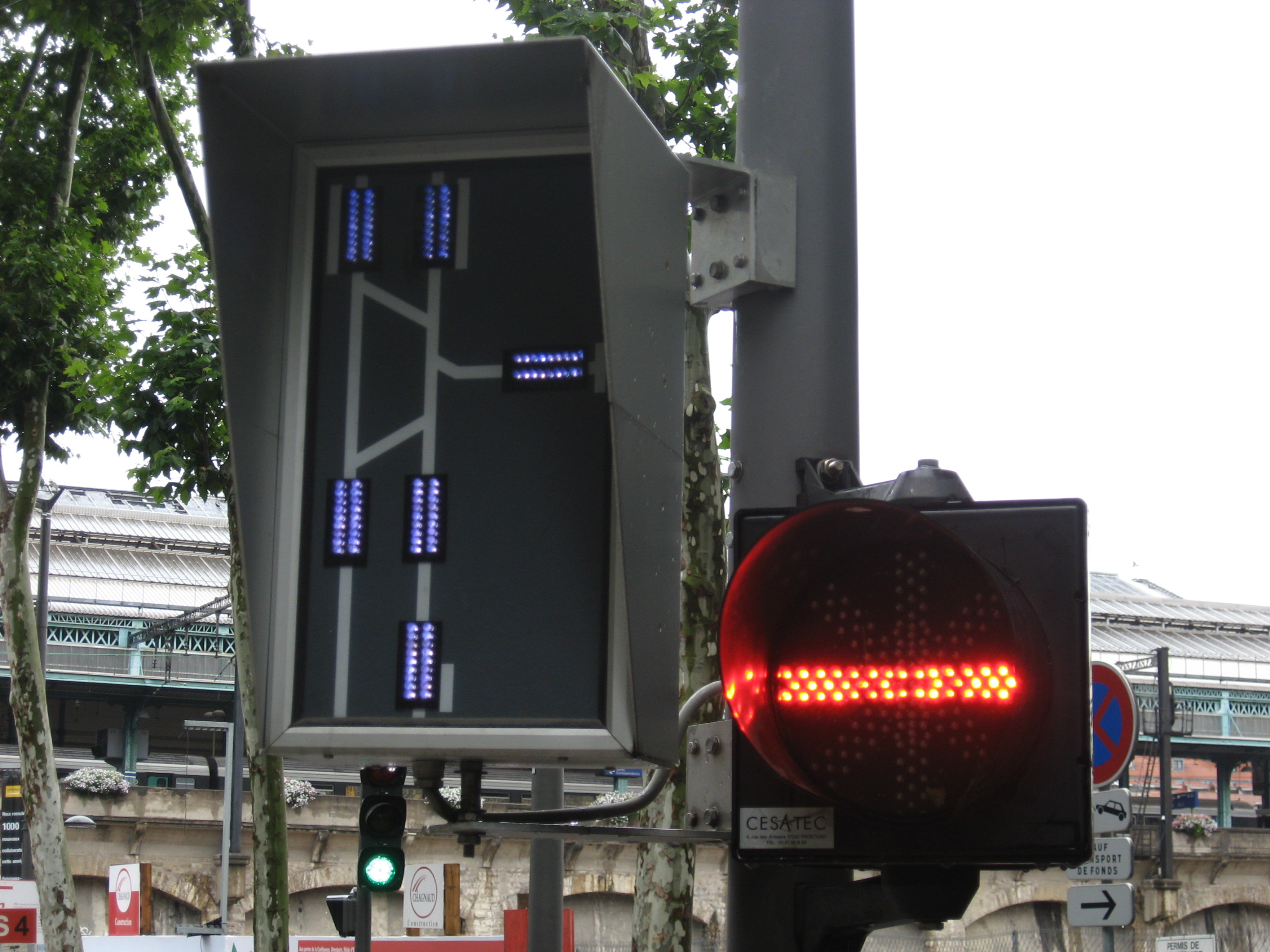
Straßenbahn-Signale an der Haltestelle Perrache

Im Jahresfahrplan 2009/2010 verkehrte die Linie 1 in der Hauptverkehrszeit alle zwei bis acht Minuten, tagsüber alle fünf oder sechs Minuten. Auf der Linie 2 werden tagsüber alle sechs bis zehn Minuten Fahrten angeboten. Die Linie 4 weist eine Taktzeit von sieben bis zwölf Minuten tagsüber auf. Abends verkehren diese drei Linien alle acht bis 15 Minuten. Die Linie 3 fährt seltener: Tagsüber alle vier bis 15 Minuten, abends alle 30 Minuten. An Sonn- und Feiertagen variieren die Taktzeiten zwischen 9 und 15 Minuten. Alle vier Linien verkehren ungefähr von 5 Uhr bis etwa 0 Uhr. Bedingt durch die Zubringerfunktion der Straßenbahn zu den Métrolinien ist das Fahrgastaufkommen auf den Außenstrecken teilweise höher als im Stadtzentrum; deshalb pendeln zu den Hauptverkehrszeiten auf den Linien 1 (zwischen IUT-Feysinne und Part-Dieu) und 2 (zwischen Porte des Alpes und Grange-Blanche) auf den Außenstrecken Verstärkerzüge. Der Rhônexpress verkehrte im Sommer 2010 zwischen 6 und 21 Uhr alle 15 Minuten und bis 24 Uhr im 30-Minuten-Takt.
Die Reisegeschwindigkeit wird mit 18 km/h für die Linie 1 und 22 km/h für die Linie 2 bei einem durchschnittlichen Haltestellenabstand von 460 und 510 Metern angegeben. Auf der Linie 3 wird durch die mögliche Höchstgeschwindigkeit von 70 km/h und einem durchschnittlichen Abstand der Haltestellen von 1620 Meter eine Reisegeschwindigkeit von 38 km/h erreicht; bei der Schnellverbindung zum Flughafen beträgt die Reisegeschwindigkeit 44,6 km/h. An Lichtsignalanlagen hat die Straßenbahn generell Vorrang.
Für die ersten beiden Linien wurde im März 2000 ein für 60 Triebwagen ausgelegter Betriebshof an der vorläufigen Endstation der Linie 2, Porte des Alpes, eröffnet. Das Depot umfasst unter anderem eine Abstellhalle für 51 Triebwagen, eine neungleisige Werkstatthalle sowie eine automatische Waschanlage. Ein zweiter Betriebshof entstand 2006 an der Linie 3 nahe der Haltestelle Meyzieu Z.I. Für die Triebwagen der Flughafenverbindung „Rhônexpress“ wurde in Meyzieu unweit des vorhandenen Betriebshofes ein weiteres Depot erbaut.

### Fahrzeuge
Für den Betrieb stehen 73 Citadis 302 und 12 Citadis 402  Straßenbahntriebwagen des Herstellers Alstom zur Verfügung. Die durchgängig niederflurigen Citadis 302 Triebwagen sind 32,33 Meter lang, erreichen eine Höchstgeschwindigkeit von 70 km/h und bieten 56 Fahrgästen einen Sitz- und 145 einen Stehplatz. Der auch bei zahlreichen weiteren französischen Straßenbahnbetrieben eingesetzte Citadis-Triebwagen wurde mit einer individuell gestalteten Frontpartie geliefert. Diese wurde einer Seidenraupe nachempfunden und verweist auf die hohe Bedeutung, die die Seidenverarbeitung über Jahrhunderte für die wirtschaftliche Entwicklung Lyons hatte. Im Oktober 2012 wurde die erste von zwölf 42 Meter langen Citadis 402 ausgeliefert. Diese haben eine um 30 % höhere Kapazität, verglichen mit den 10 Meter kürzeren 302 und kommen auf der Linie 3 zum Einsatz.
Auf der Flughafenverbindung „Rhônexpress“ kommen sechs teilniederflurige Triebwagen vom Typ Stadler Tango mit einer Höchstgeschwindigkeit von 100 km/h zum Einsatz; die ersten beiden Triebwagen wurden im Dezember 2009 ausgeliefert. Die Triebwagen sind mit Informationsdisplays mit den Abflugs- und Ankunftszeiten, Steckdosen und Abstellbereichen für Gepäck ausgerüstet, den Fahrgästen steht ein Zugbegleiter zur Verfügung.

### Bilanz
Für die 2000 eröffneten Strecken der Linien 1 und 2 wurden 421 Millionen Euro investiert. Davon steuerte der französische Staat 61 Millionen Euro als Subvention bei. Wichtiges Finanzierungsinstrument ist der Versement transport, eine Transportsteuer, die von allen Arbeitgebern mit mehr als neun Beschäftigten erhoben wird. Lyon schöpfte hierbei seit 2003 den zulässigen Höchstsatz von 1,75 % bezogen auf die Lohnsumme aus; zuvor betrug der Satz 1,63 %. Für die zwischen 2003 und 2006 eingeweihten Strecken entstanden weitere Kosten in Höhe von 276 Millionen Euro. Das Budget für die 2009 eröffnete Linie 4 lag bei gut 185 Millionen Euro; in den Betrag eingeschlossen ist die Beschaffung von 13 zusätzlichen Zügen. 22,5 Millionen Euro wurden hierbei für städtebauliche Maßnahmen ausgegeben. Die Gesamtinvestitionen für die Flughafenverbindung Rhônexpress betrugen 120 Millionen Euro. Pro Kilometer entstanden bei den 2000 eröffneten Strecken Kosten von 17,4 bzw. 23,7 Millionen Euro. Pro Kilometer Straßenbahnneubaustrecke werden in Frankreich durchschnittlich 20 Millionen Euro investiert.
Im Gegensatz zu anderen französischen Städten wie Straßburg oder Montpellier, in denen die Zahl der Fahrgäste nach der Wiedereinführung der Straßenbahn erheblich stieg, blieb ein solcher Effekt in Lyon offenbar aus. In den 1990er Jahren, in denen das Métronetz weiter ausgebaut worden war, war die Zahl der Fahrten pro Einwohner und Jahr um 23,1 % auf 219 gestiegen, der höchste Wert für einen französischen Ballungsraum außerhalb von Paris. Im Herbst 2003 benutzten 63.000 Fahrgäste pro Tag die Linie 1 und 67.000 Fahrgäste die Linie 2; damit wurden die in der Planungsphase prognostizierten Werte um 29 bzw. 35 Prozent übertroffen. Zum Teil waren Fahrgäste von der Métro zur Straßenbahn abgewandert: so verlor die Métrolinie B fünf Prozent ihrer Fahrgäste an die teilweise parallel verlaufende Straßenbahnlinie 1. Für das gesamte Jahr 2009 werden für die vier innerstädtischen Straßenbahnlinien 57 Millionen Fahrgäste angegeben, wobei die Linie 3 mit 7 Millionen Fahrgästen am schwächsten frequentiert ist.

### Weiterer Ausbau
Im neueren Verkehrsentwicklungsplänen sind folgende Ergänzungen der vier vorhandenen Linien vorgesehen:
- Eine 1,7 km lange Verlängerung der Linie 5 nach Chassieu sollte nach den ursprünglichen Planungen bis 2014 realisiert werden.[41] Aus finanziellen Gründen wurde dieses Projekt auf unbestimmte Zeit verschoben.[42]
- Südlich des Bahnhofs Lyon-Perrache soll eine zunächst in Tunneln verlaufende Straßenbahnlinie die westlich der Saône gelegenen Stadtteile und Vororte Sainte-Foy-lès-Lyon, Charcot, Point-du-Jour, Ménival, Alaï und Tassin-la-Demi-Lune mit der Presqu'île verbinden und die Schnellbusverbindungen ersetzen[43]. Die konkrete Routenführung wird Stand Dezember 2023 unter Einbeziehung der Bevölkerung noch evaluiert (Stand: Dezember 2023). Der Bau einer neuen Straßenbahnlinie setzte sich gegen den Bau einer neuen Metro E[44], sowie dem Konzeptentwurf einer oberirdischen Gondelbahn durch[45].